# Емануел Левинас
Емануел Левинас (фр. Emmanuel Levinas; Каунас, 12. јануар 1906 — Париз, 25. децембар 1995) је био француски филозоф (добио француско држављанство 1930) јеврејског поријекла.

## Биографија
Рођен је 1906. године у Каунасу, Литванија.
Након завршеног средњег образовања 1923. године одлази у Француску, у Стразбур, гдје започиње филозофске студије код Едмунда Хусерла и Мартина Хајдегера. Затим студира на Сорбони код Леона Бреншвика. Након студијског боравка у Фрајбургу 1930. године објављује први већи рад о феноменологији у Француској, под називом „Теорија интуиције у Хусерловој феноменологији“. Левинас се у овом дјелу приклања Хајдегеру, због неисторијског карактера Хусерлове феноменологије. Иначе, Левинас је упркос каснијем оштром противљењу Хајдегеровој филозофији увијек тврдио да „Бивстовање и вријеме“ спада међу најљепше филозофске књиге.
У периоду од 1930. до 1939. године објављује само једно дјело „О бијегу“. У Морису Бланшоу у том периоду налази најближег духовног пријатеља упркос познанству са већином филозофа савременика међу којима је и Жан-Пол Сартр, о чему свједочи и књига из 1975. године насловљена „О Морису Бланшоу“. Раздобље 1939 — 1945. године проводи у њемачком логору као ратни заробљеник. У том раздобљу страда му цијела породица, која је остала у Литванији, као жртва нацистичких прогона. То је разлог за одлуку да више никад не ступи на тло Њемачке. Међународну награду Карл Јасперс добија 1983. године али овлашћује сина да је прими у његово име.
После рата постаје директор Високе израелске оријенталне школе у Паризу. Као резултат студије и проучавања Талмудовог дјела, објављује двије књиге: „Четири талмудска читања“ и „Пет нових талмудских читања“. Послије објављивања првог капиталног дјела, „Тоталитет и Бесконачно“ 1961. године, добија мјесто професора филозофије у Поатјеу.

## Рефернце
1. ↑  „Emmanuel Levinas Facts”. biography.yourdictionary.com. Приступљено 30. 1. 2020.
2. ↑  „Emmanuel Levinas”. plato.stanford.edu. Приступљено 30. 1. 2020.
3. ↑  „Emmanuel Lévinas”. britannica.com. Приступљено 30. 1. 2020.